# Pygidiopsis summa
Pygidiopsis summa ist ein Zwergdarmegel, ein digener Saugwurm aus der Familie der Heterophyidae. Er befällt den Dünndarm bei Menschen, Katzen und Hunden. Sein Verbreitungsgebiet ist Japan, Korea und Vietnam.
Pygidiopsis summa hat einen kleinen konkaven Körper, der Bauchsaugnapf ist mittig lokalisiert. Einzigartig ist das Auftreten von 5 bis 6 rechten und 7 bis 9 linken Stacheln an den beiden ovalen Gonotylen. Die beiden Hoden sind nebeneinander angeordnet. Die relativ langen Blinddärme reichen bis zum Vorderrand der Hoden. Die vom Endwirt mit dem Kot ausgeschiedenen Eier sind birnenförmig und ohne spezifisches Muster der Schale. Sie sind 21–23 × 11–14 µm groß. Erster Zwischenwirt sind Brackwasserschnecken, in Japan und Korea Tympanotonus microptera. Zweiter Zwischenwirt sind Brackwasserfische wie die Großkopfmeeräsche, Liza menada, Chelon haematocheilus und Acanthogobius flavimanus. In ihnen entwickeln sich in der Muskulatur und in den Kiemen die ansteckenden Metazerkarien. Die Endwirte stecken sich durch den Verzehr von rohem oder unzureichend erhitztem Fisch an.